# Вархотов, Тарас Лаврович
Тарас Лаврович Вархотов — советский учёный-энергетик и гидротехник, кандидат технических наук.

## Биография
Родился в 1910 году в Мерве. Член КПСС.
В 1926—1938 гг. — монтер, бетонщик, десятник на стройках, техник, инженер, главный инженер проектного бюро в Ташказводпроизе.
В 1938—1941 гг. — начальник 5-го участка крупных сооружений на строительстве Большого Ферганского канала.
Участник Великой Отечественной войны: командир взвода разведки в боях под Москвой, командир батальона, дивизионный инженер 252-й стрелковой дивизии, командир стрелкового полка, корпусной инженер, начальник штаба инженерных войск 60-й армии
В 1951—1966 гг. — главный инженер ВНИПИ Сельэлектро.
В 1966—1968 гг. — руководитель международной группы экспертов ФАО и ООН на объектах «Неретва» и «Скадарское озеро» в Югославии.
В 1969—1971 гг. — директор Всесоюзного объединения «Союзводпроект» Министерства мелиорации СССР.
В 1971—1980 гг. — директор ВНИПИ Союзгипроводхоз имени Е. Е. Алексеевского.
Обладатель Гран-при Всемирной выставки в Брюсселе за проекты конструкции плотин.
Заслуженный энергетик РСФСР.
Умер в Москве после 1985 года.

## Научная деятельность
Автор множества научных трудов в области электрификации сельской местности и гидротехнических сооружений. В числе ключевых трудов:
- Атлас гидротехнических сооружений сельских гидроэлектростанций [Текст] / Д. Я. Соколов, д-р техн. наук, проф., Т. Л. Вархотов, инж., П. Е. Куликов, инж., Я. Н. Флексер, канд. техн. наук. — Москва : Госстройиздат, 1956. — 7 с., 54 с. черт.
- Применение ячеистых конструкций из сборного железобетона при проектировании и строительстве плотин и других гидротехнических сооружений [Текст] / Инж. Т. Л. Вархотов. — Москва : [Госстройиздат], 1958. — 15 с. : ил.; 22 см.
- Сборно-монолитные и сборные ячеистые плотины [Текст]. — Москва : Госстройиздат, 1962. — 343 с. : ил.; 22 см.
- Алышев, Михаил Яковлевич. Линии электропередач в сельском строительстве [Текст] / М. Я. Алышев, Т. Л. Вархотов, С. З. Рагольский. — Москва : Стройиздат, 1965. — 163 с.

## Награды
- Орден Октябрьской Революции (22.03.1980)
- Орден Красного Знамени (дважды, в том числе 24.12.1943)
- Орден Отечественной войны I степени (06.11.1985)
- Орден Отечественной войны II степени (01.03.1943, 30.10.1944)
- Орден Трудового Красного Знамени
- Орден Красной Звезды (26.09.1943)
- Орден Знак Почёта (дважды, в том числе 23.12.1939)